# 中国国际广播电台中国交通频道
中国国际广播电台中国交通频道，简称中国交通频道，是由中国国际广播电台申办，与公安部交通管理局联合打造的交通行业专业高清数字电视频道，于2015年10月22日在北京开播。频道通过卫星信号覆盖全国，办台宗旨是“发布权威信息，传递行业资讯，引领智慧出行”。

## 各地落地情况
中国交通频道在15个省（直辖市）和地级市都有落地，在北京以外落地的频道，屏幕右上角会用蓝底白字表明当前落地的省（直辖市）或地级市。目前，已经落地的频道包括：
- 中国交通频道
- 中国交通频道·山东（潍坊）
- 中国交通频道·安徽
- 中国交通频道·湖北
- 中国交通频道·河北
- 中国交通频道·贵州
- 中国交通频道·广东
- 中国交通频道·吉林
- 中国交通频道·四川
- 中国交通频道·云南
- 中国交通频道·海南
- 中国交通频道·重庆
- 中国交通频道·甘肃
- 中国交通频道·陕西[5]

## 栏目
目前，频道的固定栏目有《交通资讯》、《在路上》、《交警在线》、《瞬间》、《如意畅行》等。此外还有日播新闻类直播节目《直播交通》，节目内容以报道公安交管部门工作动态、宣传交通安全知识为主。同时各个地方频道还会有自己的本地交通节目。